# Inchiesta sul cristianesimo (Corrado Augias)
Inchiesta sul cristianesimo è un libro di Corrado Augias e dello studioso Remo Cacitti pubblicato da Arnoldo Mondadori Editore nel 2008.
È un saggio sviluppato in forma dialogica che tratta i primordi e lo sviluppo dottrinale e dogmatico del Cristianesimo.
Nel febbraio 2009 il libro è stato attaccato dalla stampa cattolica.
Ha ricevuto critiche negative anche da parte del sociologo Massimo Introvigne in uno studio del Centro Studi sulle Nuove Religioni, in cui ha definito l'opera «una truffa intellettuale».

## Edizioni
- Corrado Augias e Remo Cacitti, Inchiesta sul cristianesimo, Arnoldo Mondadori Editore, 2008, ISBN 978-88-04-58303-5.